# Clara Petrella

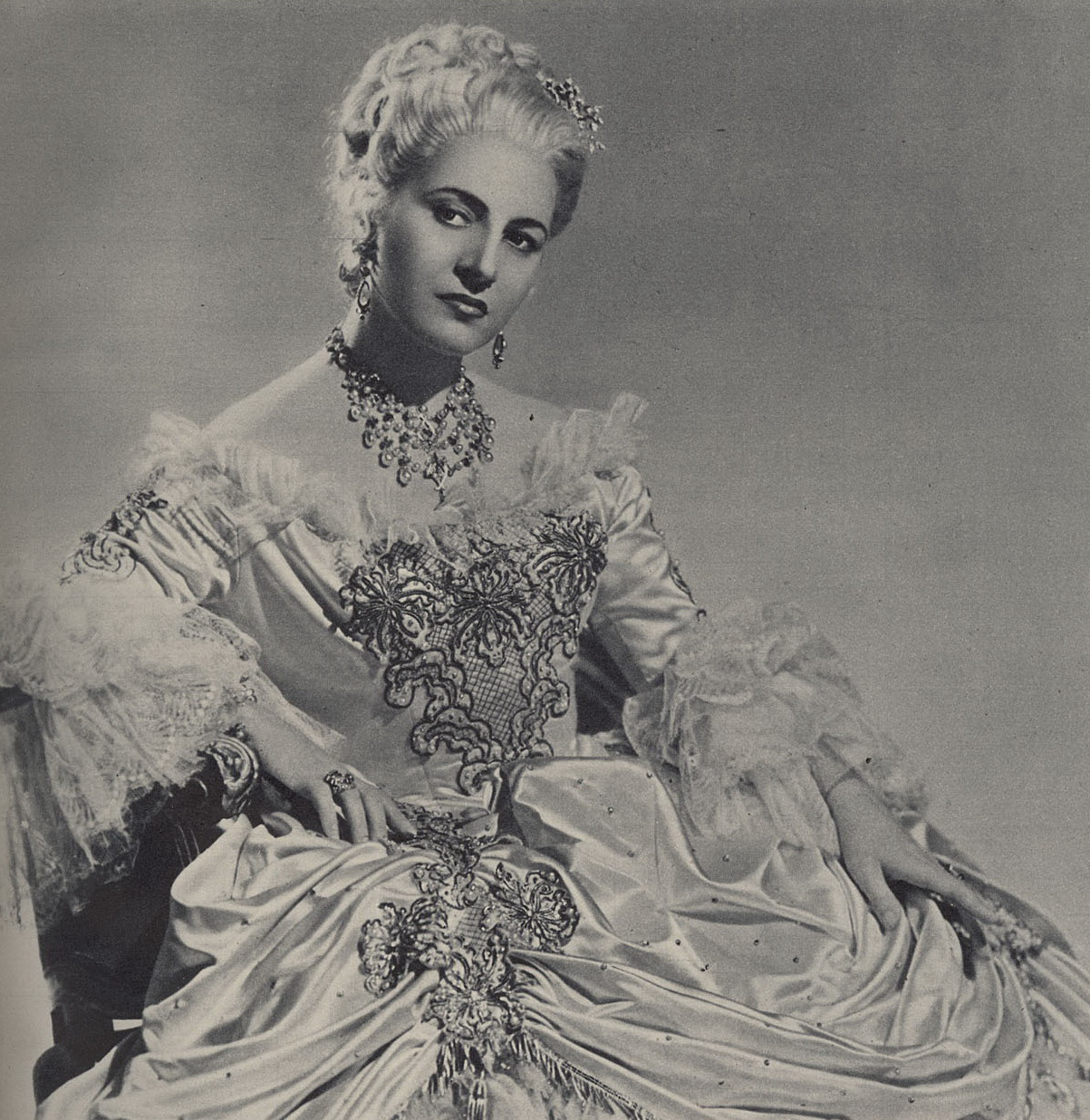
Clara Petrella in der Oper Manon Lescaut von Puccini

Clara Petrella (* 28. März 1914 in Greco Milanese; † 19. November 1987 in Mailand) war eine italienische Sopranistin.

## Leben und Werk
Clara Petrella wurde in eine musikalische Familie hineingeboren. Sie war die Urenkelin des italienischen Opernkomponisten Errico Petrella und die Nichte der Sopranistin und Gesangslehrerin Oliva Petrella. Sie studierte in Mailand zunächst bei ihrer Schwester Micaela und anschließend bei Giannina Russ. Sie debütierte als Liù in Giacomo Puccinis Turandot in Alessandria.
Ab 1947 gehörte sie dem Ensemble der Mailänder Scala an. Dort sang sie regelmäßig bis 1962 die Giorgetta in Puccinis Il tabarro und wurde von vielen in dieser Rolle bewundert. Besonders geschätzt wurde sie in Rollen des Verismus und als Interpretin zeitgenössischer Opern. Sie gab Gastspiele an den großen Opernhäusern Europas und der USA. Sie trat auch als Konzertsängerin hervor.